# محدلة

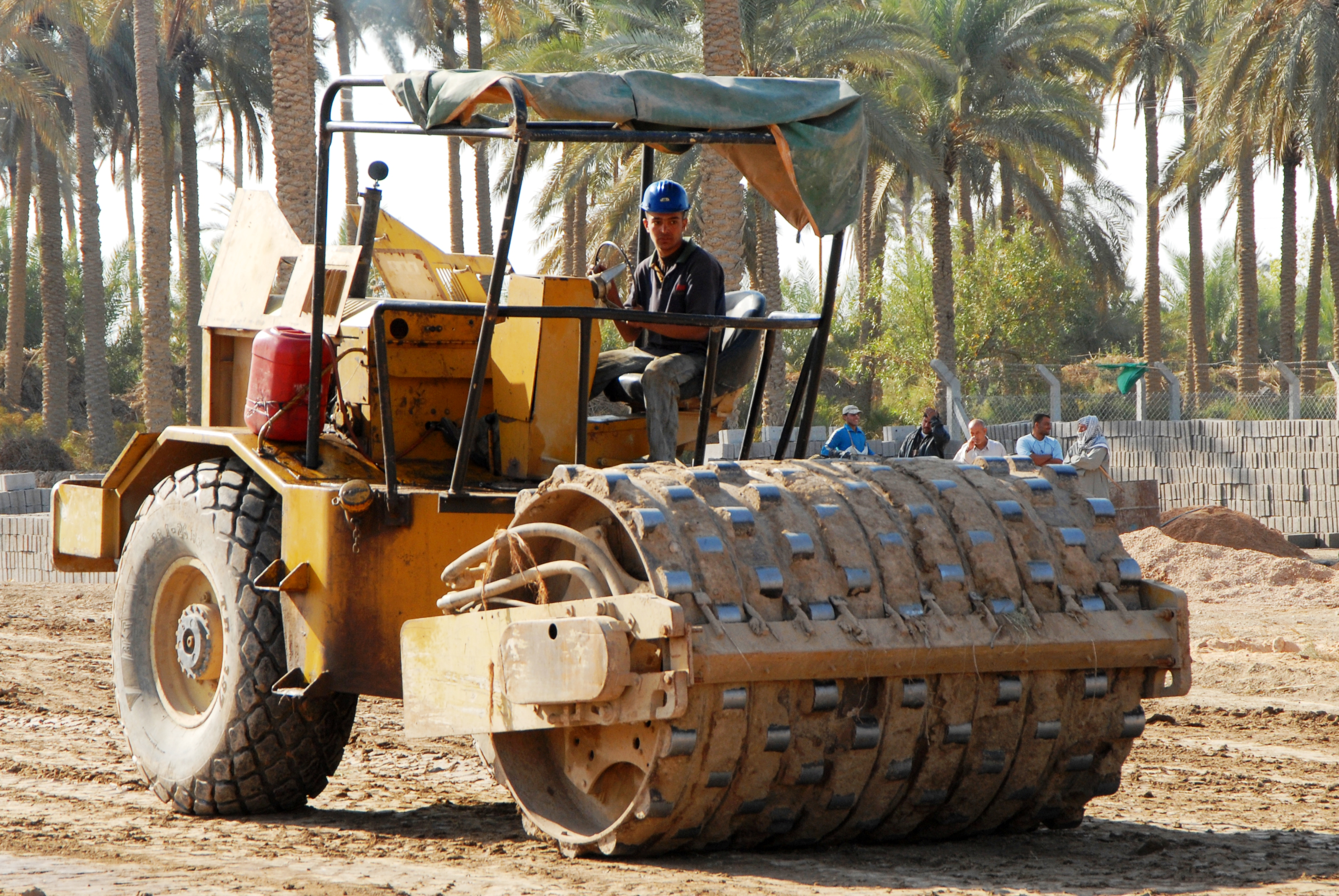
محدلة في العراق.

المحدلة أو المدحلة أو مدحلة الطرق أو الهرَّاس أو المِدحاة أو المِرداس أو الحادلة أو المِدماك عربة ذات عجلات سميكة تستعمل في رصف الطرق.